# Claus Probst
Claus Probst (* 1959 in Mannheim) ist ein deutscher Autor, der in Mannheim lebt.

## Leben
Claus Probst absolvierte eine Ausbildung zum Krankenpfleger und studierte in Bari, Siena und Heidelberg. Seit 1995 ist er als Arzt für Kinder- und Jugendpsychiatrie sowie Psychotherapeut in seiner Geburtsstadt Mannheim tätig. 1997 begann er, sich zunehmend dem Schreiben zu widmen. 2008 erschien im Heidelberger Lothar-Seidler-Verlag sein Erzählband Das Gesetz zum Schutz der Dunkelheit, 2010 folgte beim Verlag Wellhöfer der Roman Vermint. Daneben veröffentlichte er in Literaturzeitschriften und Wettbewerbsanthologien.
Der Autor ist Mitglied der Literaturoffensive Heidelberg und erhielt für seine Arbeiten mehrere Preise und zahlreiche Nominierungen.

## Werke

### Eigenständige Veröffentlichungen
- Das Gesetz zum Schutz der Dunkelheit (Erzählungen), Seidler Verlag, Heidelberg 2008, ISBN 978-3-931382-42-1
- Vermint (Roman), Wellhöfer Verlag, Mannheim 2010, ISBN 978-3-939540-50-2
- Nummer Zwei (Thriller), Fischer Taschenbuch, Frankfurt am Main 2014, ISBN 978-3-596-19691-3
- Spiegelmord (Thriller), Fischer Taschenbuch, Frankfurt am Main 2015, ISBN 978-3-596-03035-4
- Die Jagd – Am falschen Ort (Thriller), Fischer Taschenbuch, Frankfurt am Main 2017, ISBN 978-3-596-03672-1

### Kurzgeschichten
- Drei Sekunden (Kurzgeschichte), in: Hallo, Taxi!- 31 Kurzgeschichten aus über 1000 Einsendungen zum „Hallo-Taxi-Wettbewerb“ 2001 / hrsg. von Sven Nommensen und Klaus Servene, Andiamo Verlag, Mannheim 2001, ISBN 3-8311-2605-4
- Das Gesetz zum Schutz der Dunkelheit (Kurzgeschichte), in: Bunte Träume – Die Siegerbeiträge des Literaturwettbewerbs der Buchmesse im Ried / hrsg. von der Gemeinde Stockstadt am Rhein, Stockstadt 2003
- Freundinnen (Kurzgeschichte), in: Gefährliche Gefühle. Die besten Einsendungen zum Agatha-Christie-Krimipreis 2006, S.Fischer Verlag, Frankfurt am Main 2006, ISBN 978-3-596-16687-9
- Alles aus Liebe (Kurzgeschichte), in: Zehn Jahre danach – Die Siegerbeiträge des Literaturwettbewerbs der Buchmesse im Ried / hrsg. von der Gemeinde Stockstadt am Rhein, Stockstadt 2006
- Weiter als Himmel (Kurzgeschichte), in: Die andere Seite – Die Siegerbeiträge des Literaturwettbewerbs der Buchmesse im Ried / hrsg. von der Gemeinde Stockstadt am Rhein, Stockstadt 2007
- Rabenmutter, (Kurzgeschichte), in: Im Verborgenen, Mannheimer Heinrich-Vetter-Literaturpreis 2010 – Texte der Preisträger(innen) sowie der Nominierten,  Literarisches Zentrum Rhein-Neckar e.V. Die Räuber 77, Mannheim 2010
- Sieben Leben, (Kurzgeschichte), in: Cordelia Borchardt und Andreas Hoh (Hrsg.): Ein Gefühl für Mord. Fischer E-Book, Frankfurt/M. 2012, ISBN 978-3-10-402084-6

## Auszeichnungen
- 2003: 2. Preis Literaturwettbewerb der Gemeinde Stockstadt am Rhein
- 2004: 1. Preis Literaturwettbewerb Signatur e.V. und Volksbank Backnang
- 2006: 3. Preis Literaturwettbewerb der Gemeinde Stockstadt am Rhein
- 2007: 1. Preis Literaturwettbewerb der Gemeinde Stockstadt am Rhein
- 2012: Agatha-Christie-Krimipreis[2] für Sieben Leben. In: Cordelia Borchardt und Andreas Hoh (Hrsg.): Ein Gefühl für Mord